# 李继瑗
李继瑗（?—?），西夏皇族，李继迁的弟弟。
宋真宗咸平元年（998年），李继迁降宋，他到宋朝献马，被封为亳州防御使。五年（1002年），李继迁攻下灵武，想迁都，李继瑗建议不要放弃夏州、银州故地，李继迁还是决议迁都西平府。命李继瑗和牙将李知白立宗庙官衙，携带宗族，主持操办建都事宜。景德元年（1004年），李继迁死，李德明立，以李继瑗为夏州防御使。